# شبكة أخبار الأنمي
شبكة أخبار الأنمي (ANN) هو موقع ويب عن أخبار صناعة الأنمي يبلغ عن حالة الأنمي، المانغا، ألعاب الفيديو، الموسيقى اليابانية الرائجة والثقافات الأخرى المتعلقة بالأوتاكو داخل أمريكا الشمالية، أستراليا واليابان. إضافة إلى ذلك، يبرز الموقع أحياناً أحداثاً مشابهة على مدار الأنجلوسفير والأماكن الأخرى في العالم. يقدم الموقع نشرات ومواد تحريرية أخرى، منتديات حيث يستطيع القراء مناقشة القضايا والأحداث الحالية، وموسوعة تحتوي على عدد كبير من الأنمي والمانغا مع معلومات عن الطاقم الياباني والإنجليزي، أغاني الشارة، ملخصات القصص، وتقييم المستخدمين.
أُسس في يوليو 1998 على يد جاستن سيفاكس، يصرح الموقع على أنه المصدر الرائد باللغة الإنجليزية للأخبار والمعلومات عن الأنمي والمانغا على الإنترنت. يدير الموقع مجلة بروتوكلتشر أدكتس. لدى الموقع نسخ منفصلة لمحتوياته الإخبارية موجهة نحو الجمهور في الولايات المتحدة، أستراليا والمملكة المتحدة.

## التاريخ
أُسست شبكة أخبار الأنمي على يد جاستن سيفاكس في يوليو 1998. في مايو 2000، انضم رئيس التحرير الحالي كريستوفر ماكدونالد إلى طاقم تحرير الموقع، مستبدلاً رئيس التحرير السابق إسحاق ألكسندر. في يوليو 2002، أطلقت شبكة أخبار الأنمي موسوعتها، وهي قاعدة بيانات تعاونية لعناوين الأنمي والمانغا وتتضمن أيضاً معلومات عن الطاقم، الممثلين، والشركات المشاركة في إنتاج أو ترجمة تلك العناوين. في يناير 2007، أطلقت شبكة أخبار الأنمي نسخة منفصلة للجمهور الأسترالي. في 4 يوليو 2008، أطلقت شبكة أخبار الأنمي منصة الفيديو الخاصة بها بمكتبة من أفلام الأنمي القصيرة وأيضاً عرضها الإخباري الخاص ANNtv.
في خريف 2004، صار الطاقم التحريري في شبكة أخبار الأنمي مشاركاً بشكل رسمي في مجلة الأنمي بروتوكلتشر أدكتس؛ بدأت المجلة النشر تحت الرقابة التحريرية لشبكة أخبار الأنمي في يناير 2005. في سبتمبر 2004، سمت نشرة ساي فاي الإخبارية على الإنترنت، ساي فاي ويكلي، الموقع «موقع الويب للأسبوع».

## المميزات
تنشر شبكة أخبار الأنمي القصص الإخبارية المتعلقة بالأنمي والمانغا المبحوث فيها من قبل طاقم شبكة أخبار الأنمي. المشاركون الآخرون، تحت سلطة العاملين التقديرية، يساهمون أيضاً في المقالات الإخبارية.
يحافظ الموقع على قائمة بعناوين الأنمي والمانغا، وكذلك الأشخاص والشركات المشاركة في إنتاج هذه العناوين، الذي يسميه «موسوعة». يستضيف الموقع العديد من الأعمدة الاعتيادية، بما فيها عمود سؤال-و-جواب «هيه أنسرمان (Hey Answerman)»، عمود نقد باسم «حياة الرف (Shelf Life)»، عمود للوسائل الإعلامية القديمة والمنسية باسم «الكنز المدفون (Buried Treasure)» من تأليف سيفاكس، وقائمة بالاختلافات المزعومة بين النسختين الأصلية والمعدلة من مسلسلات الأنمي بعنوان «قائمة التعديل (The Edit List)». أعضاء شبكة أخبار الأنمي أيضاً ينشرون مدوناتهم الخاصة باستضافة الموقع.
يستضيف الموقع المنتديات أيضاً، ويتضمن مواضيع لمرافقة كل عنصر أخبار بهدف المناقشة. تستضيف شبكة أخبار الأنمي قناة آي آر سي على شبكة WorldIRC، #animenewsnetwork. كان الموقع محجوباً في السعودية لأكثر من سنة لما اعتقد أنه يحتوي على مواد إباحية.

## وصلات خارجية
- الموقع الرسمي
- شبكة أخبار الأنمي على موقع IMDb (الإنجليزية)
- شبكة أخبار الأنمي على موقع روتن توميتوز (الإنجليزية)
- شبكة أخبار الأنمي على موقع ANN company (الإنجليزية)